# AMA Superbike
A AMA Superbike é a principal categoria de motociclismo dos Estados Unidos. Foi criada em 1976 e é administrada desde 2014 pela empresa de Wayne Rainey, KRAVE, com a assistência da Dorna (que organiza o MotoGP e o Mundial de Superbikes), tendo o campeonato sido renomeado para MotoAmerica após 2015. Atualmente 5 fabricantes participam da categoria: Suzuki, Kawasaki, Yamaha, BMW e Ducati.

## Campeões

### Por época
| Ano  | Campeão          | Moto     | Vitórias | Equipa                |
| ---- | ---------------- | -------- | -------- | --------------------- |
| 1976 | Reg Pridmore     | BMW      | 2        | Butler & Smith        |
| 1977 | Reg Pridmore     | Kawasaki | 1        | Racecrafters          |
| 1978 | Reg Pridmore     | Kawasaki | 0        | Vetter                |
| 1979 | Wes Cooley       | Suzuki   | 0        | Yoshimura             |
| 1980 | Wes Cooley       | Suzuki   | 3        | Yoshimura             |
| 1981 | Eddie Lawson     | Kawasaki | 4        | Team Muzzy            |
| 1982 | Eddie Lawson     | Kawasaki | 5        | Team Muzzy            |
| 1983 | Wayne Rainey     | Kawasaki | 6        | Team Muzzy            |
| 1984 | Fred Merkel      | Honda    | 10       | American Honda        |
| 1985 | Fred Merkel      | Honda    | 6        | American Honda        |
| 1986 | Fred Merkel      | Honda    | 2        | American Honda        |
| 1987 | Wayne Rainey     | Honda    | 3        | American Honda        |
| 1988 | Bubba Shobert    | Honda    | 3        | American Honda        |
| 1989 | Jamie James      | Suzuki   | 1        | Yoshimura             |
| 1990 | Doug Chandler    | Kawasaki | 4        | Team Muzzy            |
| 1991 | Thomas Stevens   | Yamaha   | 1        | Vance & Hines         |
| 1992 | Scott Russell    | Kawasaki | 3        | Team Muzzy            |
| 1993 | Doug Polen       | Ducati   | 6        | Fast by Ferracci      |
| 1994 | Troy Corser      | Ducati   | 3        | Fast by Ferracci      |
| 1995 | Miguel Duhamel   | Honda    | 6        | Commonwealth Racing   |
| 1996 | Doug Chandler    | Kawasaki | 2        | Team Muzzy            |
| 1997 | Doug Chandler    | Kawasaki | 1        | Team Muzzy            |
| 1998 | Ben Bostrom      | Honda    | 0        | American Honda        |
| 1999 | Mat Mladin       | Suzuki   | 1        | Yoshimura             |
| 2000 | Mat Mladin       | Suzuki   | 4        | Yoshimura             |
| 2001 | Mat Mladin       | Suzuki   | 4        | Yoshimura             |
| 2002 | Nicky Hayden     | Honda    | 9        | American Honda        |
| 2003 | Mat Mladin       | Suzuki   | 10       | Yoshimura             |
| 2004 | Mat Mladin       | Suzuki   | 8        | Yoshimura             |
| 2005 | Mat Mladin       | Suzuki   | 11       | Yoshimura             |
| 2006 | Ben Spies        | Suzuki   | 10       | Yoshimura             |
| 2007 | Ben Spies        | Suzuki   | 7        | Yoshimura             |
| 2008 | Ben Spies        | Suzuki   | 7        | Yoshimura             |
| 2009 | Mat Mladin       | Suzuki   | 10       | Yoshimura             |
| 2010 | Josh Hayes       | Yamaha   | 7        | Yamaha Factory Racing |
| 2011 | Josh Hayes       | Yamaha   | 3        | Yamaha Factory Racing |
| 2012 | Josh Hayes       | Yamaha   | 16       | Yamaha Factory Racing |
| 2013 | Josh Herrin      | Yamaha   | 4        | Yamaha Factory Racing |
| 2014 | Josh Hayes       | Yamaha   | 7        | Yamaha Factory Racing |
| 2015 | Cameron Beaubier | Yamaha   | 8        | Yamaha Factory Racing |
| 2016 | Cameron Beaubier | Yamaha   | 8        | Yamaha Factory Racing |
| 2017 | Toni Elías       | Suzuki   | 10       | Yoshimura             |
| 2018 | Cameron Beaubier | Yamaha   | 7        | Yamaha Factory Racing |
| 2019 | Cameron Beaubier | Yamaha   |          | Yamaha Factory Racing |

### Por Piloto
| Piloto           | Campeonatos | Ano(s)                                   |
| ---------------- | ----------- | ---------------------------------------- |
| Mat Mladin       | 7           | 1999, 2000, 2001, 2003, 2004, 2005, 2009 |
| Cameron Beaubier | 4           | 2015, 2016, 2018, 2019                   |
| Josh Hayes       | 4           | 2010, 2011, 2012, 2014                   |
| Reg Pridmore     | 3           | 1976, 1977, 1978                         |
| Fred Merkel      | 3           | 1984, 1985, 1986                         |
| Doug Chandler    | 3           | 1990, 1996, 1997                         |
| Ben Spies        | 3           | 2006, 2007, 2008                         |
| Wes Cooley       | 2           | 1979, 1980                               |
| Eddie Lawson     | 2           | 1981, 1982                               |
| Wayne Rainey     | 2           | 1983, 1987                               |
| Bubba Shobert    | 1           | 1988                                     |
| Jamie James      | 1           | 1989                                     |
| Thomas Stevens   | 1           | 1991                                     |
| Scott Russell    | 1           | 1992                                     |
| Doug Polen       | 1           | 1993                                     |
| Troy Corser      | 1           | 1994                                     |
| Miguel Duhamel   | 1           | 1995                                     |
| Ben Bostrom      | 1           | 1998                                     |
| Nicky Hayden     | 1           | 2002                                     |
| Josh Herrin      | 1           | 2013                                     |
| Toni Elías       | 1           | 2017                                     |

### By nationality
| Country        | Championships | No. of Champions |
| -------------- | ------------- | ---------------- |
| Estados Unidos | 29            | 16               |
| Austrália      | 8             | 2                |
| Reino Unido    | 3             | 1                |
| Canadá         | 1             | 1                |
| Espanha        | 1             | 1                |

### Por Construtor
| Construtor | Campeonatos | Ano(s)                                                                             |
| ---------- | ----------- | ---------------------------------------------------------------------------------- |
| Suzuki     | 14          | 1979, 1980, 1989, 1999, 2000, 2001, 2003, 2004, 2005, 2006, 2007, 2008, 2009, 2017 |
| Kawasaki   | 9           | 1977, 1978, 1981, 1982, 1983, 1990, 1992, 1996, 1997                               |
| Yamaha     | 9           | 1991, 2010, 2011, 2012, 2013, 2014, 2015, 2016, 2018                               |
| Honda      | 8           | 1984, 1985, 1986, 1987, 1988, 1995, 1998, 2002                                     |
| Ducati     | 2           | 1993, 1994                                                                         |
| BMW        | 1           | 1976                                                                               |